# 正林督章
正林 督章（しょうばやし とくあき、1962年〈昭和37年〉12月15日 - ）は、日本の医師、厚生労働技官。

## 来歴
長崎県出身。東京都立青山高等学校を経て、1989年（平成元年）3月、鳥取大学医学部を卒業。高校時代は野球部に所属し、大学時代は空手、トライアスロンに興じた。また、鳥取大学在学中に国際協力に興味を持ち、医学部5年生の時にタイの山奥の村で1ヶ月間生活した経験から予防医療や衛生教育の必要性を感じ、WHOへの就職を決意。そのための近道として厚生省への入省を志望し、東京都立豊島病院、東京都立松沢病院、東京都立墨東病院での勤務を経て、1991年（平成3年）2月、厚生省に入省。国立公衆衛生院総務部国際協力室長などを務めたのち、ロンドン大学衛生熱帯医学大学院に留学し、公衆衛生を学んだ。
帰国後、保険局医療課医療指導監査室特別医療指導監査官を務めたのち、厚生省大臣官房厚生科学課課長補佐としてWHOへ派遣。念願だったWHOへの派遣について「もう片道きっぷでもいいというくらいの気持ちで行った。本当にうれしかったし、貴重な経験になった」と述懐している。
その後、健康局総務課生活習慣病対策室長補佐、同局結核感染症課感染症対策企画調整官、同局疾病対策課肝炎対策推進室長、同局結核感染症課新型インフルエンザ対策推進室長、同局結核感染症課長、同局がん対策・健康増進課長、同局健康課長を歴任。健康増進法の制定・改正、医師確保対策、新型インフルエンザ対策、医療費助成制度、2009年新型インフルエンザの世界的流行のパンデミック対策、予防接種法改正、B型肝炎訴訟特措法制定などに携わった。また途中、環境省などに出向し、島根県健康福祉部長、環境省総合環境政策局環境保健部企画課石綿健康被害対策室長、国立がん研究センター理事長特任補佐、環境省環境調査研修所国立水俣病総合研究センター所長、環境省大臣官房審議官などを務めた。
2020年（令和2年）3月、新型コロナウイルス感染症対策本部事務局長代理に就任。クルーズ客船ダイヤモンド・プリンセス号で発生した新型コロナウイルス感染症の集団感染に際し、船内に乗り込んで現場指揮を執った。
2020年（令和2年）8月7日、厚生労働省健康局長に就任。健康局長として新型コロナウイルス感染症の対策にあたった。
2021年（令和3年）9月14日、同日付で辞職。退官後はベトナムに渡り、2022年（令和4年）3月3日にベトナム保健省政策アドバイザーに就任。

## 年譜
- 1989年（平成元年）
  - 3月 - 鳥取大学医学部を卒業[3]。
  - 6月 - 東京都立豊島病院[3]
- 1990年（平成2年）
  - 10月 - 東京都立松沢病院[3]
  - 12月 - 東京都立墨東病院[3]
- 1991年（平成3年）2月 - 厚生省保健医療局国立療養所課[3]
- 1992年（平成4年）7月 - 厚生省児童家庭局母子衛生課[3]
- 1994年（平成6年）7月 - 厚生省保健医療局国立病院部経営指導課経営監査指導室[3]
- 1995年（平成7年）7月 - 国立公衆衛生院総務部国際協力室長[3]
- 1996年（平成8年）8月 - 厚生省大臣官房厚生科学課長補佐（ロンドン大学衛生熱帯医学大学院へ留学）[4][3]
- 1997年（平成9年）10月 - 厚生省保険局医療課医療指導監査室特別医療指導監査官[3]
- 1999年（平成11年）7月 - 厚生省大臣官房厚生科学課課長補佐（世界保健機関へ派遣）[3]
- 2001年（平成13年）
  - 1月 - 厚生労働省大臣官房厚生科学課課長補佐（世界保健機関へ派遣）[3]
  - 7月 - 厚生労働省健康局総務課生活習慣病対策室長補佐[3]
- 2003年（平成15年）4月 - 島根県健康福祉部次長[3]
- 2005年（平成17年）4月 - 島根県健康福祉部長[3]
- 2006年（平成18年）4月 - 厚生労働省健康局結核感染症課感染症対策企画調整官[3]
- 2008年（平成20年）1月 -（併）健康局疾病対策課肝炎対策推進室長[3]
- 2009年（平成21年）8月 - 厚生労働省健康局結核感染症課新型インフルエンザ対策推進室長[3][9]
- 2010年（平成22年）8月 - 環境省総合環境政策局環境保健部企画課石綿健康被害対策室長[3]
- 2011年（平成23年）7月 - 厚生労働省健康局結核感染症課長[3]
- 2014年（平成26年）7月 - 厚生労働省健康局がん対策・健康増進課長[3]
- 2015年（平成27年）10月 - 厚生労働省健康局健康課長[3]
- 2018年（平成30年）8月 - 国立研究開発法人国立がん研究センター理事長特任補佐[3]
- 2019年（令和元年）
  - 7月 - 環境省大臣官房審議官[3]
  - 7月 - 環境省環境調査研修所国立水俣病総合研究センター所長[3]
- 2020年（令和2年）
  - 3月 - 新型コロナウイルス感染症対策本部事務局長代理[10]
  - 8月 - 厚生労働省健康局長[6]
- 2021年（令和3年）9月 - 辞職[7]
- 2022年（令和4年）3月 - ベトナム保健省政策アドバイザー[14][15]